# Lysinia
Lysinia (altgriechisch Λυσινία, in der handschriftlichen Überlieferung auch Λυσινόη Lysinoe) war eine antike Stadt in der kleinasiatischen Landschaft Pisidien an der Grenze zu Pamphylien beim heutigen Dorf Karakent in der Türkei.
Die Stadt wird zuerst für das Jahr 189 v. Chr. in der Darstellung des Feldzugs des Gnaeus Manlius Vulso im römisch-seleukidischen Krieg bei den Historikern Polybios und Titus Livius erwähnt.
Während der römischen Kaiserzeit unter Septimius Severus prägte Lysinia eigene Münzen. In der Spätantike war die Stadt Sitz eines Bischofs. Auf das Bistum geht das Titularbistum  Lysinia der römisch-katholischen Kirche zurück.
Die Ruinen der Stadt liegen auf dem Hügel Üyevik Burnu an der Westseite des Sees von Burdur. Erhalten sind mehrere Terrassen und die Basis einer Statue für Hadrian (eine Ehrung für Mark Aurel wurde verschleppt in Karakent gefunden). Reste einer Stadtmauer sind nicht vorhanden. Keramik und Architekturteile fanden sich am Fuß des Hügels.